# Nuuk flygplats

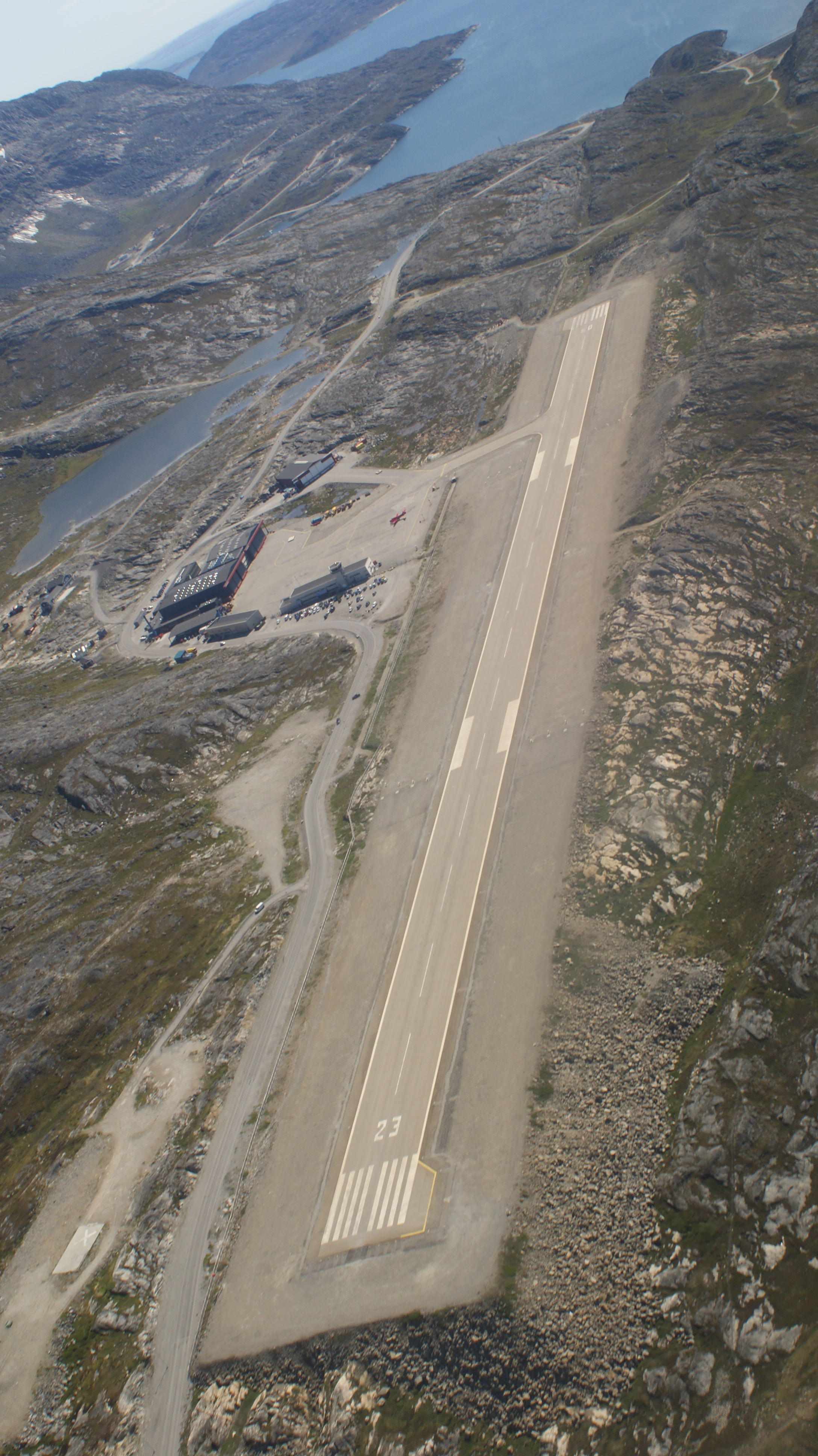
Den tidigare landningsbanan.

Nuuk flygplats (grönländska: Mittarfik Nuuk; danska: Nuuk Lufthavn) (IATA: GOH, ICAO: BGGH) är belägen fyra kilometer nordöst om Nuuk på Grönland. Flygplatsen trafikeras av Air Greenland med Airbus A330neo och Dash 8 flygplan och Sikorsky S-61 helikopter. 
Nuuk flygplats byggdes 1979. Innan dess fanns ingen flygplats i närheten och ingen väg till någon. Helikopter och båt var då enda transportmedlet till Grönlands huvudstad. En viktig faktor för beslutet att bygga flygplatsen var ett haveri där en helikopter störtade 1973 och alla 15 ombord omkom.
Efter långa diskussioner beslöt man att förlänga landningsbanan i Nuuk, och låta Nuuk ta över som nav för Grönlands flygtrafik, som dittills hade skett från Kangerlussuaq flygplats.

## Den nya landningsbanan
Den nya landningsbanan invigdes 28 november 2024, då den 2 200 meter långa landningsbanan tog emot sitt första flyg från Köpenhamn.
Mellan den 26 och 28 november 2024 flyttade Air Greenland sitt trafiknav från Kangerlussuaq flygplats till Nuuk. Detta innebar en väsentlig minskning av inrikestrafiken från Kangerlussuaq.
Air Greenland lanserade nya rutter för 2025 med leasade Boeing 737 till Billund och Ålborg liksom en extra flight till Köpenhamn via Kangerlussaq i samarbete med en lokal resebyrå. Rutten från Nuuk till Billund kommer att mellanlanda i Keflavíks internationella flygplats, vilket utökar Air Greenlands kapacitet till Island.
Den 10:e oktober 2024 annonserade United Airlines att man kommer lansera ett nytt direktflyg från Newark till Nuuk två gånger i veckan, med start 14 juni 2025. Även SAS lanserar en ny rutt från Köpenhamn till Nuuk för sommarsäsongen 2025, med 3 avgångar i veckan.

## Flygbolag och destinationer
| Flygbolag     | Destinationer |
| ------------- | --- |
| Air Greenland | Aasiaat, Ilulissat, Kangerlussuaq, Kulusuk, Maniitsoq, Narsarsuaq, Nerlerit Inaat, Paamiut, Sisimiut Säsong:Iqaluit |
| Icelandair    | Reykjavik |